# 康普顿伽玛射线天文台
康普顿伽玛射线天文台（Compton Gamma Ray Observatory，缩写为）是美国宇航局于1991年发射的一颗伽玛射线天文卫星，是大型轨道天文台计划的第二颗卫星。它以在伽玛射线领域做出重要贡献的美国物理学家康普顿的名字命名，目的是观测天体的伽玛射线辐射。
康普顿伽玛射线天文台于1991年4月5日由亚特兰蒂斯号航天飞机搭载升空，运行在450公里高的近地轨道上，为的是避免范艾伦辐射带的影响。
康普顿伽玛射线天文台重约17吨，其中天文仪器重约7吨，在当时是用航天飞机发射的最重的民用航天器。卫星上搭载的主要观测仪器有：
- 爆发和瞬变源试验设备（BATSE），由8台同样的装置组成，分别安装在卫星的8个角上。观测能段为20-600 keV，目的是探测持续时间很短的伽玛射线暴。是由美国宇航局马歇尔空间飞行中心研制的。
- 定向闪烁光谱仪（OSSE），由4台探测器组成，分为两组，每一组都可以独立观测。能段范围为0.05-10 MeV，是由美国海军研究实验室制造的。
- 康普顿成像望远镜（COMPTEL），观测能段为1-30 MeV，由德国马克斯·普朗克研究所和美国新罕布什尔大学共同研制。它在工作期间观测了铝的1.809 MeV谱线，发现它们集中在银道面上，并且主要分布在银河系中心和旋臂附近，表明重元素的主要来自于大质量的恒星。
- 高能伽玛射线试验望远镜（EGRET），用于观测20 MeV-30 GeV的高能伽玛射线，并具有极高的时间分辨本领。该仪器由美国宇航局戈达德空间飞行中心、马克斯·普朗克研究所和斯坦福大学共同开发。在工作期间，它探测了一批蝎虎座BL天体的高能伽玛射线辐射，并使伽玛射线脉冲星的数量增加到8个，还给出了若干个伽玛射线暴的高能辐射。

康普顿伽玛射线天文台在轨期间分两次进行巡天，第一巡天观测了蟹状星云、天鹅座X-1、天鹅座X-3、塞弗特星系NGC 4151等天体，1991年7月开始的第二次巡天包括银河系中心、超新星1987A等，并在4年时间里发现了271个伽玛射线源。1991年观测了太阳的耀斑爆发；探测到了天鹅座X-3的1012电子伏的高能辐射、超新星1987A的1015电子伏的辐射。1991年发现了第四颗伽玛射线脉冲星PSR1706-44，射电脉冲周期为102毫秒；1997年发现了银河系中心附近能量为511 keV的正负电子湮灭产生的谱线，表明存在一个巨大的反物质喷流；记录了约2500个伽玛射线暴，发现它们在天空中的分布是各向同性的，支持了伽玛射线暴是发生在宇宙学尺度上的爆发现象这一观点。人们根据它积累的观测资料将伽玛射线暴以2秒为界分为长暴和短暴两类；1999年还观测了著名的伽玛射线暴GRB 990123及其光学波段的余辉。

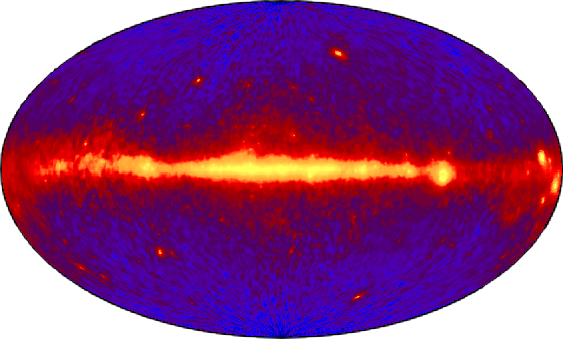
EGRET在100MeV以上的能段绘制的巡天图

康普顿伽玛射线天文台的设计寿命为5年，但一直工作了9年时间。1999年12月6日，卫星上用于姿态控制的一个陀螺仪因球状轴故障而失灵。卫星上安装有三个陀螺仪，必须有两个同时工作卫星才能正常运作。如果再有一个陀螺仪损坏，将导致卫星失控，最终可能坠毁在人口稠密地区。在失去备份的陀螺仪之后，部分天文学家认为它还有可能做出重要的科学观测，仍极力主张延长其寿命，但出于安全考虑，美国宇航局还是决定放弃这颗卫星。2000年5月26日，在传回最后一次太阳观测资料后，美国宇航局指引卫星开始一连串点火，并最终在6月4日引导它坠入地球大气层，在太平洋上空烧毁，碎片掉在夏威夷西南约3200-4000公里的预定海域。